# Alex Puccio

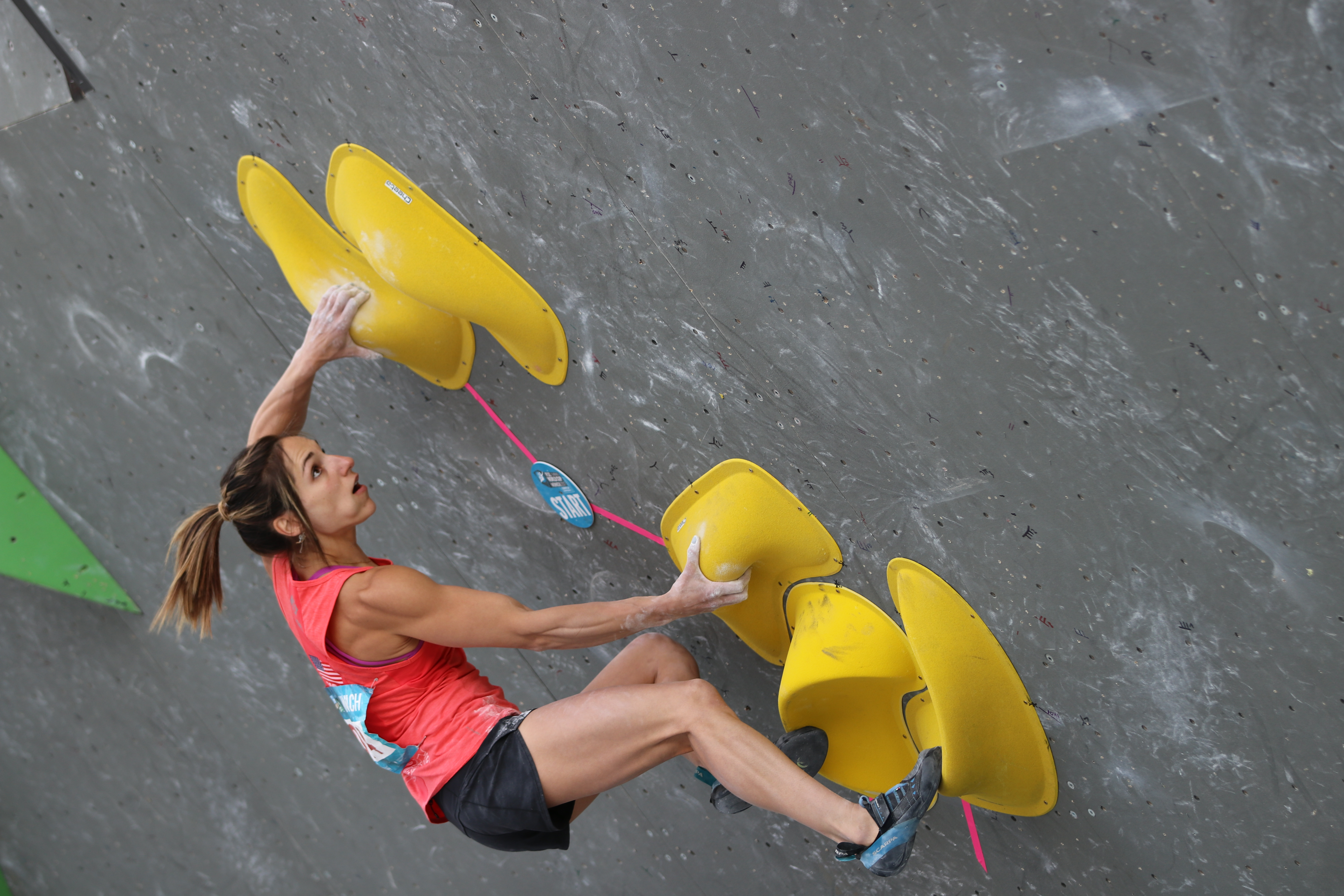
Alex Puccio ve finále SP 2017 v boulderingu v Mnichově

Alex Puccio (* 15. června 1989 McKinney, Texas) je americká reprezentantka ve sportovním lezení. Čtyřnásobná vítězka Rock Masteru, vicemistryně světa a mistryně USA v boulderingu. Na světovém poháru skončila v celkovém hodnocení dvakrát s bronzovou medailí.

## Výkony a ocenění
- několikanásobná nominace na prestižní mezinárodní závody Rock Master v italském Arcu, kde čtyřikrát (a třikrát po sobě) zvítězila v boulderingu
- 2014: přelezem bouldru Jade se stala čtvrtou ženou, která přelezla boulder obtížnosti V14/8B+
- dlouholetá účastnice závodů světového poháru v USA, kde se pravidelně umisťuje ve finálové šestce, ve Vail zvítězila v roce 2018

### Závodní výsledky
| Arco Rock Master | Arco Rock Master | Arco Rock Master | Arco Rock Master | Arco Rock Master |
| Rok              | 2012             | 2013             | 2014             | 2017             |
| ---------------- | ---------------- | ---------------- | ---------------- | ---------------- |
| Bouldering       | 1                | 1                | 1                | 1                |

| Mistrovství světa | Mistrovství světa |
| Rok               | 2014              |
| ----------------- | ----------------- |
| Bouldering        | 2                 |

| Světový pohár      | Světový pohár | Světový pohár | Světový pohár | Světový pohár | Světový pohár | Světový pohár | Světový pohár |
| Rok                | 2011          | 2013          | 2014          | 2015          | 2016          | 2017          | 2018          |
| ------------------ | ------------- | ------------- | ------------- | ------------- | ------------- | ------------- | ------------- |
| Bouldering         | 3             | 3             | 6             | 22            | 28            | 17            | 15            |
| jednotlivě (x/x/x) |               | ,             | ,,5,4,        | ,4,           | ,6,           | 5,-,4,-,-,-,- | x,,-,-,-,-,-  |

* pozn.: nalevo jsou poslední závody v roce
| Mistrovství USA | Mistrovství USA | Mistrovství USA | Mistrovství USA | Mistrovství USA | Mistrovství USA | Mistrovství USA | Mistrovství USA | Mistrovství USA | Mistrovství USA | Mistrovství USA | Mistrovství USA | Mistrovství USA |
| Rok             | 2006            | 2007            | 2008            | 2010            | 2011            | 2012            | 2013            | 2014            | 2015            | 2016            | 2017            | 2018            |
| --------------- | --------------- | --------------- | --------------- | --------------- | --------------- | --------------- | --------------- | --------------- | --------------- | --------------- | --------------- | --------------- |
| Bouldering      | 1               | 1               | 1               | 1               | 1               | 1               | 1               | 2               | 1               | 2               | 1               | 1               |

| Mistrovství světa juniorů | Mistrovství světa juniorů |
| Rok                       | 2005                      |
| ------------------------- | ------------------------- |
| Rychlost                  | 5                         |

### Bouldering
- 2014: Jade V14/8B+, Upper Chaos Canyon v RMNP, první ženský přelez[2]